# Johann Gregor Fuchs
Johann Gregor Fuchs (Ortrand, 1650 – Lipsia, 16 agosto 1715) è stato un architetto tedesco, uno dei grandi architetti e costruttori sassoni dell'dera barocca.

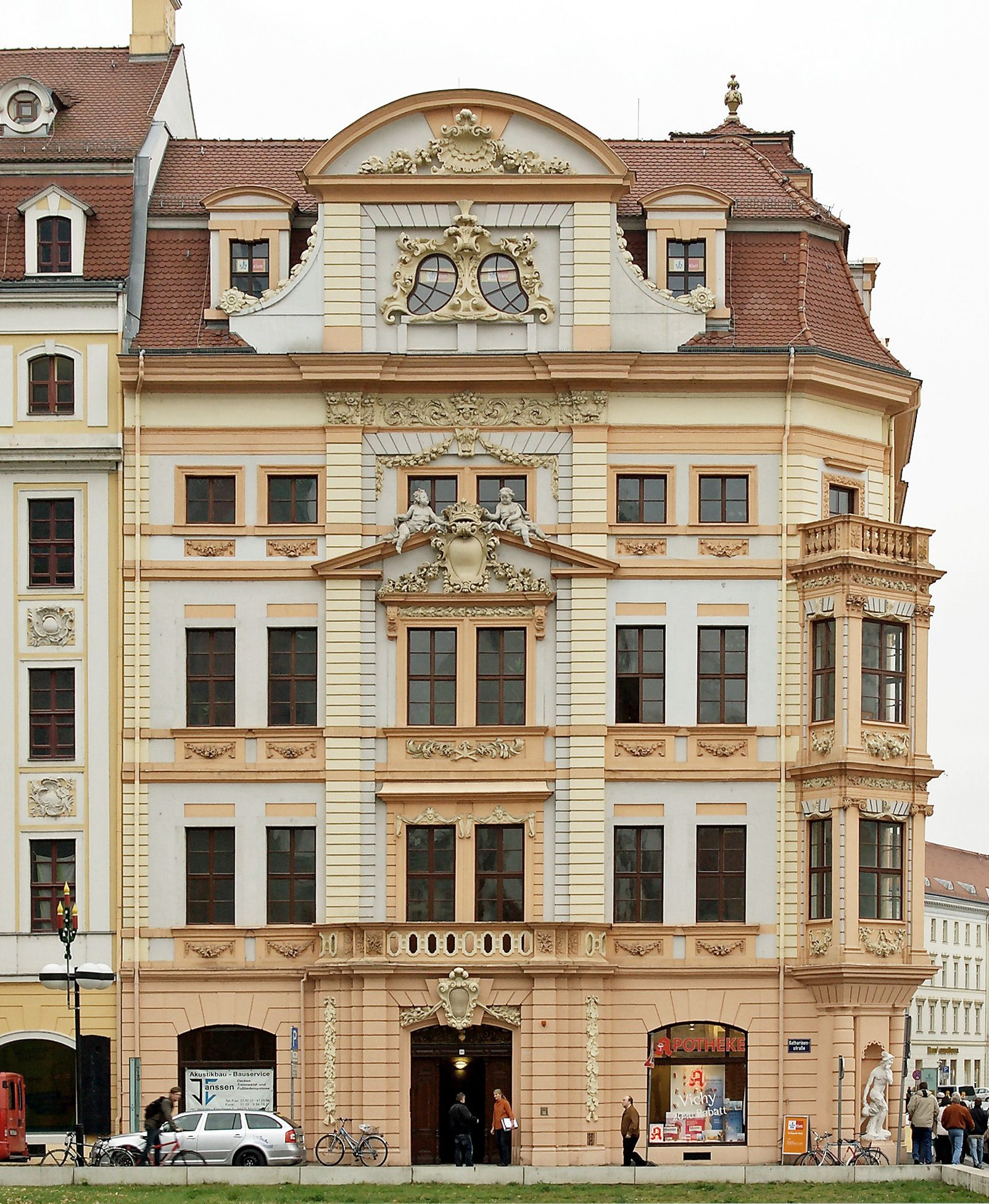
La Romanushaus di Lipsia, lato est, completamente ricostruita da Fuch (1701-1704)

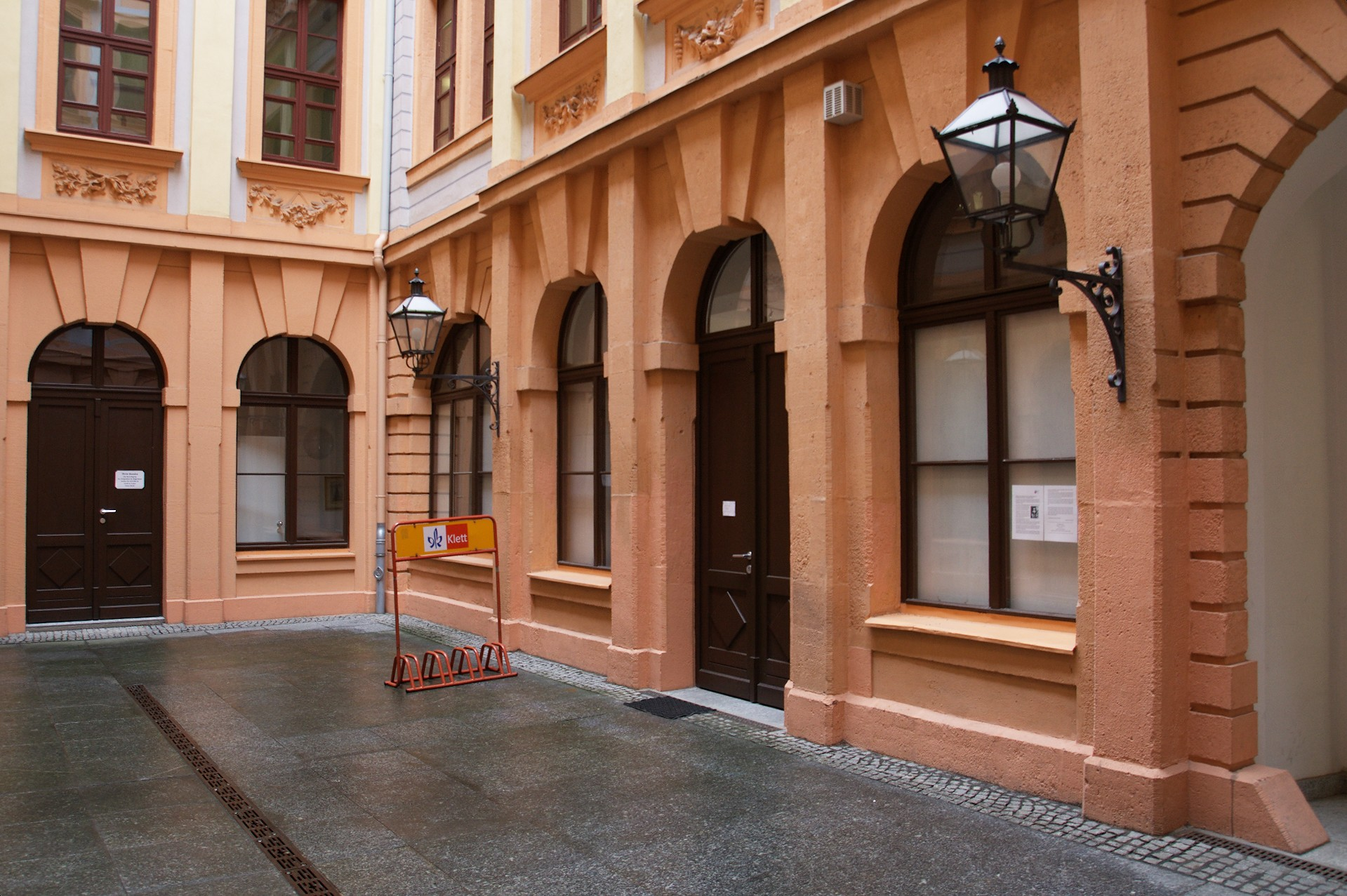
Struttura della facciata nel cortile interno della Romanushaus

Tra il 1700 e il 1715 creò a Lipsia diverse magnifiche case di città, che sono tra gli edifici più belli del barocco borghese in Germania.

## Biografia
Johann Gregor Fuchs, che presumibilmente aveva ricevuto la sua formazione a Dresda, nel marzo 1679 divenne cittadino di quella città e nel 1692 divenne architetto di corte sassone e maestro artigiano. Anche se oggi si sa poco del suo lavoro a Dresda, si può presumere che fosse uno dei mastri costruttori affermati nella capitale della Sassonia elettorale al più tardi dagli anni 1690. Per tutta la sua vita, Fuchs beneficiò dei buoni rapporti con la corte di Dresda e la sua rete di artigiani, maestri costruttori e architetti che vi lavoravano, come Matthäus Daniel Pöppelmann, con il quale aveva anche rapporti di amicizia. Il suo stile aveva punti di contatto con le preferenze dell'architetto della corte elettorale sassone, Michael Plancke e dell'architetto del consiglio di Dresda Johann Christian Fehre.
Il 6 dicembre 1700, l'architetto della corte sassone fu eletto, dal consiglio della città di Lipsia, come muratore del consiglio. Questa scelta corrispondeva ai desideri dell'elettore, che nel 1701 spinse anche l'elezione del suo preferito Franz Conrad Romanus a sindaco di Lipsia, al fine di rafforzare la sua influenza con questa ingerenza negli affari di Lipsia. Augusto il Forte intendeva anche progettare i paesaggi urbani delle sue residenze sassoni e polacche o residenze secondarie secondo il modello di Dresda e questo portò, ad esempio, nel 1703 alla nomina di Marcus Conrad Dietze come capomastro agricolo in Polonia e la sopra menzionata elezione di Fuchs come maestro muratore a Lipsia.

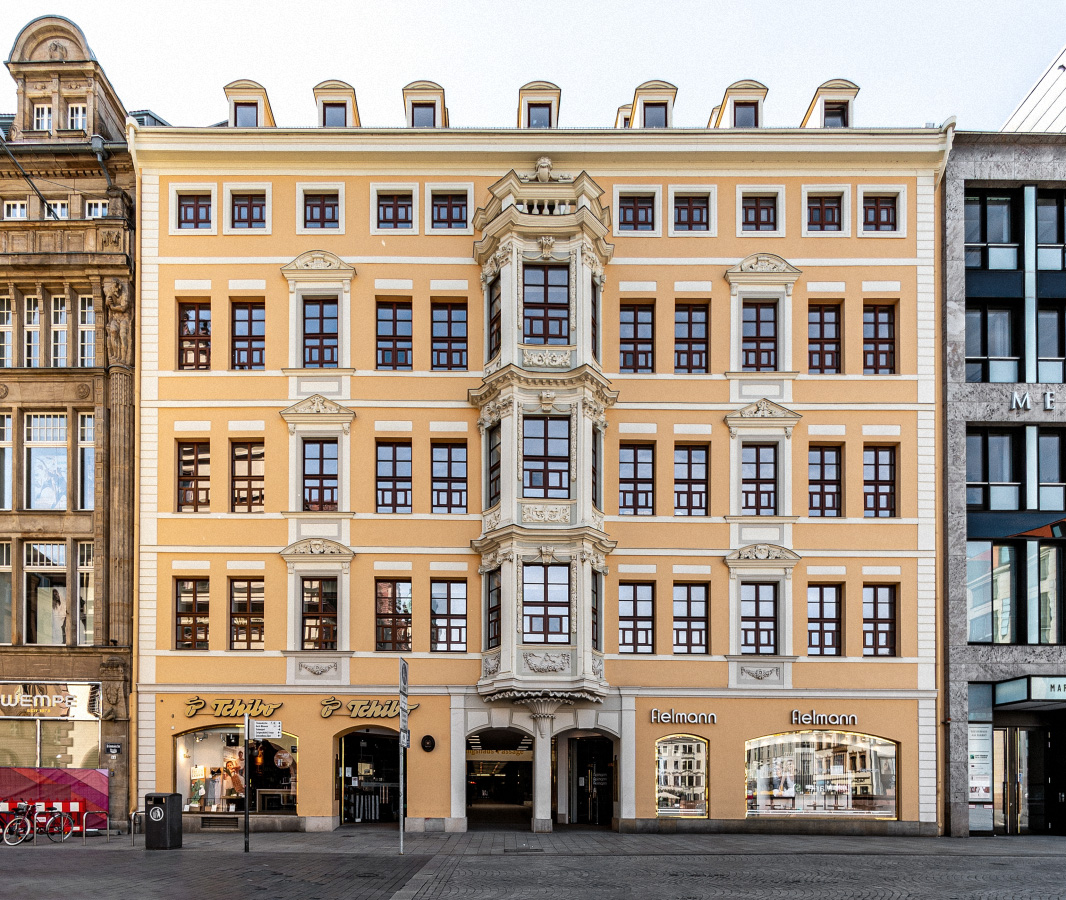
Apels house - Casa reale sulla piazza del mercato di Lipsia (1705-1707)

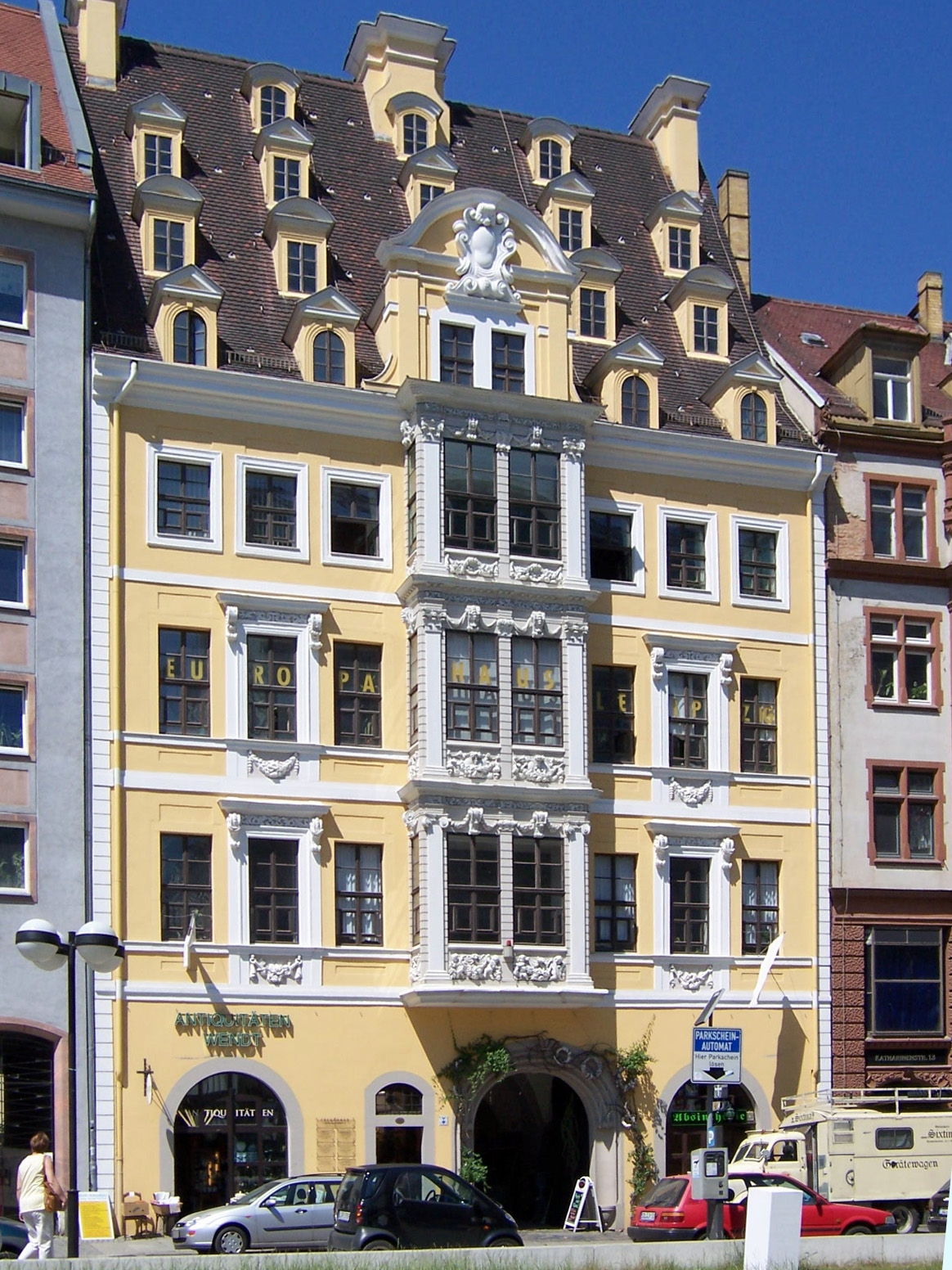
La facciata della Fregehaus di Lipsia, ridisegnata da Fuchs (1706-1707)

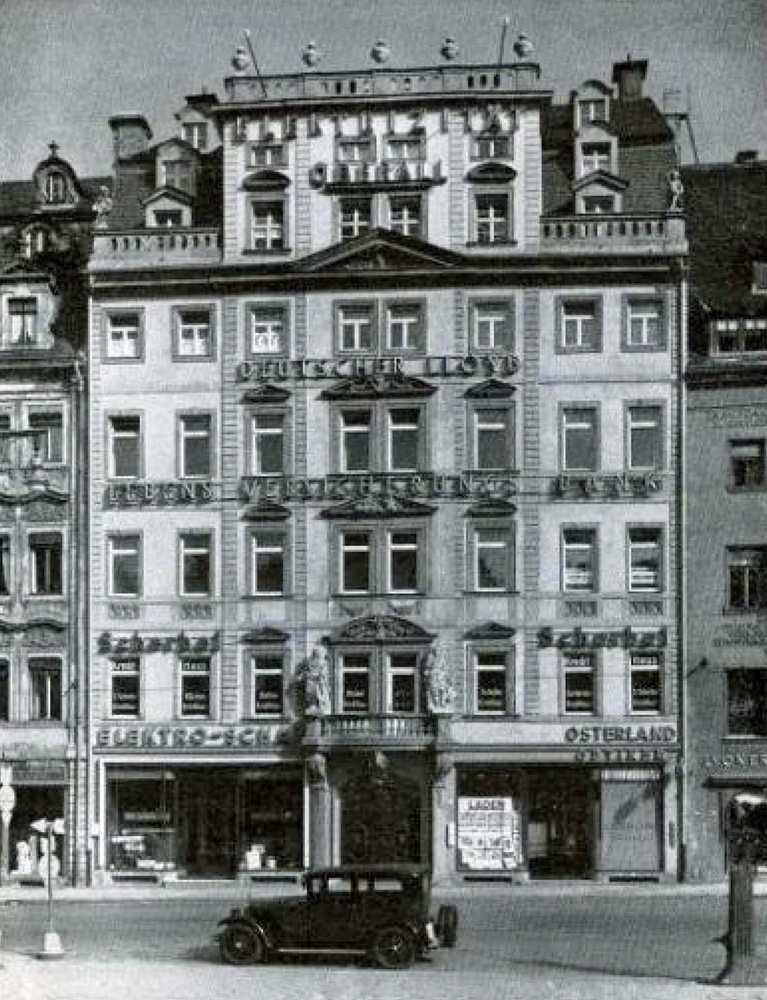
Jöchers Haus (1707), foto del 1930, la casa fu distrutta durante la seconda guerra mondiale

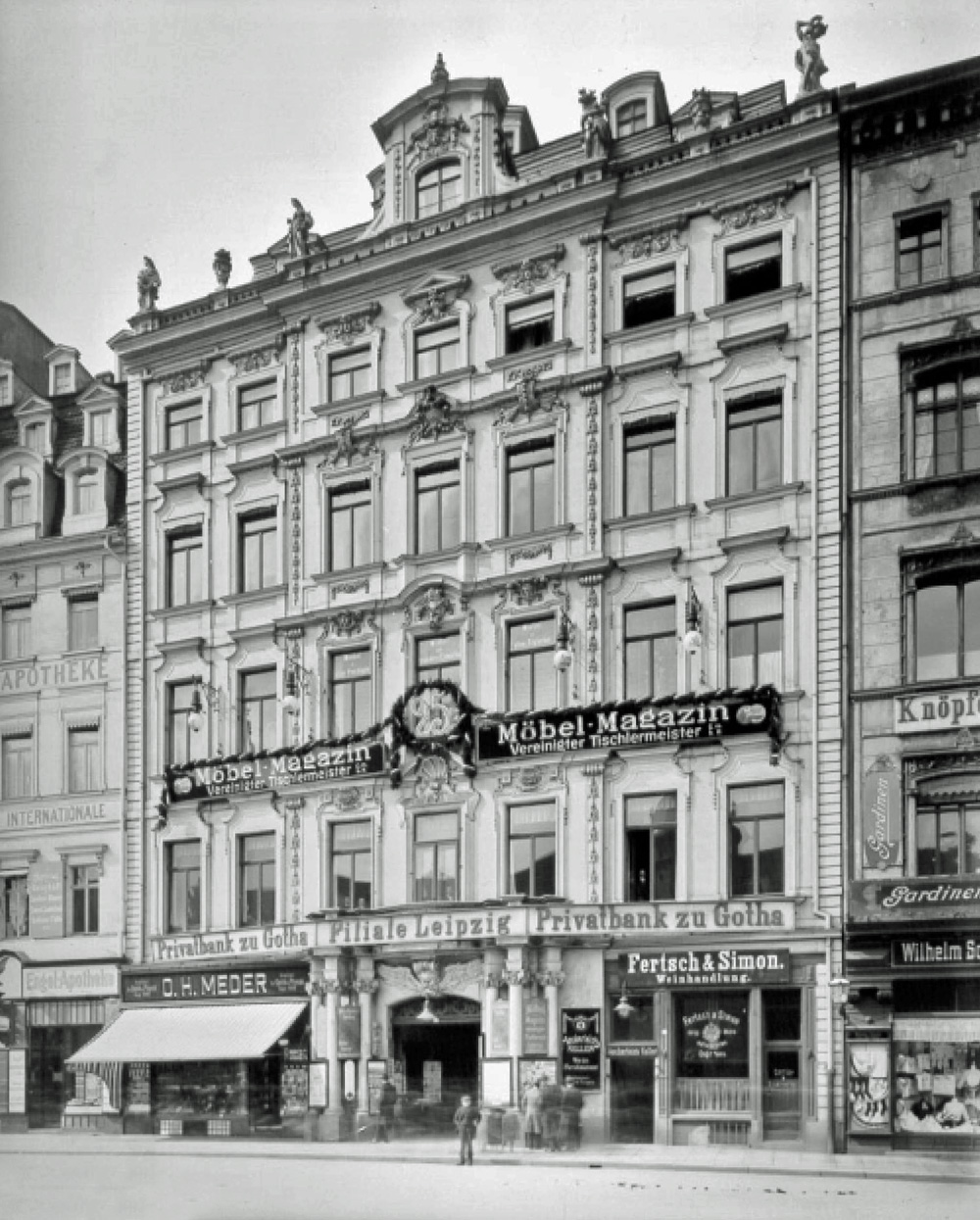
Facciata dell'Aeckerleins Hof sul Leipziger Markt costruita dal 1709 in poi (distrutta)

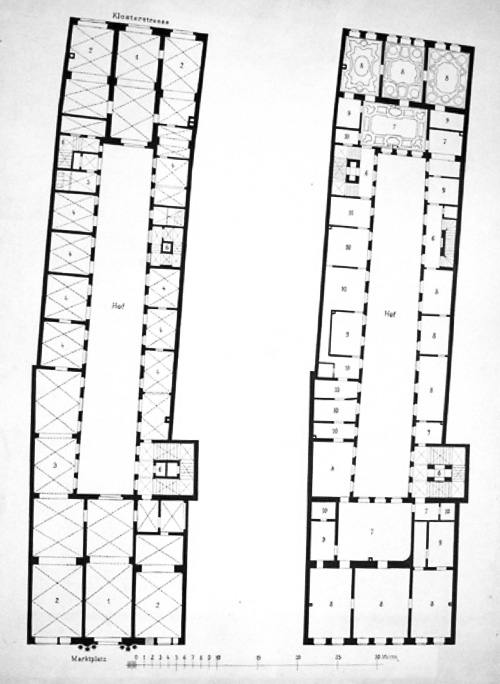
Pianta dell'Aeckerlein Hof, costruito tra il 1709 e il 17011, come edificio di passaggio

Nel 1701 Gregor Fuchs si trasferì a Lipsia, ma la corporazione dei muratori lo respinse, in quanto patrocinato dall'elettore, e si rifiutò di accettarlo. I consiglieri e i commercianti di Lipsia inizialmente gli negarono l'aggiudicazione di contratti di costruzione, solo il nuovo sindaco Romanus, che era anche favorito dall'elettore, commissionò al maestro muratore di Dresda la costruzione di un palazzo rappresentativo della città, che poi costruì entro tre anni sul sito dell'odierna Katharinenstraße 23.
La costruzione della Romanushaus diede inizio al periodo di massimo splendore del barocco borghese a Lipsia. Gregor Fuchs e gli architetti e costruttori che lo seguirono Christian Döring, George Werner e Friedrich Seltendorff furono attivi nel XVIII secolo. Nel XIX secolo, Katharinenstrasse divenne un viale conosciuto ben oltre i confini della città di Lipsia. Con il completamento della Romanushaus, i commercianti di Lipsia rimasero entusiasti del potenziale artistico e artigianale del loro maestro muratore e da allora gli commissionarono la costruzione di ulteriori edifici rappresentativi, tra cui la Königshaus (1705), la Fregehaus (1706) e l'Aeckerleins Hof (1709).
Fuchs fu quindi in grado di mantenere la sua posizione di architetto e capomastro più importante della città fieristica anche dopo la caduta del suo mecenate Romanus, che fu rovinato da manipolazioni finanziarie, per cui mantenne buoni rapporti con il Dresdner Hof che sapeva come utilizzare abilmente. Dopotutto, il consigliere muratore di successo e ora rispettato divenne cittadino di Lipsia il 17 novembre 1705. Poco dopo, la corporazione dei muratori lo accettò, il che alla fine non poté più impedirgli di essere promosso a capomastro.
Con i suoi edifici a Lipsia, Johann Gregor Fuchs riuscì in modo impressionante a trovare il proprio stile creativo e inconfondibile che è apprezzato ancora oggi. Combinò la sobria razionalità del barocco olandese-tedesco settentrionale, prevalente a Lipsia intorno al 1700, con ornamenti decorativi e modellò così in modo significativo lo stile delle case cittadine costruite fino al 1750.
Poco dopo il completamento dell'esterno della seconda casa Hohmann in Katharinenstrasse 16, morì il 16 agosto 1715 a Lipsia. Nel 1947 i padri della città di Lipsia decisero di rinominare una strada nel quartiere di Crottendorf in suo onore in "Gregor-Fuchs-Straße". Un busto di Johann Gregor Fuchs funge da chiave di volta della finestra nel cortile della Romanushaus ed è l'unica raffigurazione sopravvissuta del meritorio architetto e capomastro di Lipsia.